# 前339年
| 千纪： | 前1千纪 |
| 世纪： | 前5世纪 \| 前4世纪 \| 前3世纪 |
| 年代： | 前360年代 \| 前350年代 \| 前340年代 \| 前330年代 \| 前320年代 \| 前310年代 \| 前300年代                                                                                            |
| 年份： | 前344年 \| 前343年 \| 前342年 \| 前341年 \| 前340年 \| 前339年 \| 前338年 \| 前337年 \| 前336年 \| 前335年 \| 前334年                                                              |
| 纪年： | 周顯王三十年 魯景公五年 齊威王十八年 趙肅侯十一年 魏惠王三十一年 韓昭侯二十四年 秦孝公二十三年 楚威王元年 宋剔成君三十一年 衛平侯四年 燕後文公二十三年 越王無彊四年 中山成公十一年 |

## 大事记
- 秦相商鞅诱执魏公子卬，大败魏军，迫使魏国将河西献出，与秦讲和。由此秦国夺取了西河地区。
- 邳迁于薛，改名徐州。
- 秦国和魏国岸门之战。

## 出生
- 亚历克西努斯，古希腊哲学家

## 逝世
- 斯珀西波斯，柏拉图学院院长
- 阿提亚斯，斯基泰人之王